# Ladislav Beneš
Ladislav Beneš (født 9. juli 1943 i Zlín) er en tjekkoslovakisk tidligere håndboldspiller, som deltog i OL 1972 i München. 

## Håndboldkarriere
Beneš spillede på klubplan for Dukla Prag. Han spillede desuden på det tjekkoslovakiske landshold og var her med til at vinde VM-bronze på hjemmebane i 1964 efter sejr i bronzekampen mod Vesttyskland.
Ved VM 1967 i Sverige, da Tjekkoslovakiet vandt sin indledende pulje foran Danmark. Efter kvartfinalesejr over Sverige og semifinalesejr over Rumænien mødte tjekkoslovakkerne igen Danmark i finalen og sikrede sig guldet med en 14-11-sejr. Ved VM 1970 måtte Beneš og Tjekkoslovakiet nøjes med en syvendeplads, men han var igen med, da håndbold efter flere års pause igen kom på OL-programmet i 1972 i München. Her blev holdet nummer to i sin indledende pulje, men vandt derefter puljen i anden runde på bedre målscore end DDR og gik dermed i finalen, hvor modstanderen var Jugoslavien. Efter at jugoslaverne hurtigt havde bragt sig foran med 4-0, holdt de fast og sikrede sig guldet med en sejr på 21-16; Beneš og Tjekkoslovakiet fik dermed sølv, mens Rumænien vandt kampen om tredjepladsen og fik bronze. Beneš spillede alle seks kampe og scorede fjorten mål.